# 라루스 백과사전
라루스 백과사전(Grand Larousse Encyclopedique)은 피에르 라루스가 지은 프랑스의 대표적인 백과사전이다. 1982년부터 1985년 사이 Éditions Larousse에 의해 출판되었다. 문서는 사진, 지도, 연표, 다이어그램으로 묘사된다.